# Week van de jaren tachtig
De Week van de jaren tachtig is een themaweek op NPO Radio 2. In die week wordt uitsluitend muziek afgespeeld uit de jaren tachtig van de 20e eeuw. De muziek wordt anders dan bijvoorbeeld bij de Radio 2 Top 2000 door de "normale" dj's van dienst gepresenteerd. De week bestaat sinds 2000.
De jaren tachtig bevat naast de gangbare popmuziek ook muziek die later werd aangeduid als foute muziek, maar ook muziek van de doemdenkers kwamen aan bod. Zo is muziek te horen van A-Ha tot Joy Division.
De week wordt afgesloten met een Top 100 van de jaren tachtig, die er in maart 2015 als volgt uitzag:
| Volgnummer | Artiest                           | Titel                                |
| ---------- | --------------------------------- | ------------------------------------ |
| 1          | The Cure                          | A Forest                             |
| 2          | U2                                | The Unforgettable Fire               |
| 3          | Bruce Springsteen                 | The River                            |
| 4          | Alan Parsons Project              | Old and Wise                         |
| 5          | Ultravox                          | Vienna                               |
| 6          | ABBA                              | The Day Before You Came              |
| 7          | U2                                | With or Without You                  |
| 8          | Billy Joel                        | Goodnight Saigon                     |
| 9          | New Order                         | Blue Monday                          |
| 10         | Klein Orkest                      | Over de muur                         |
| 11         | Dire Straits                      | Money for Nothing                    |
| 12         | Guns N' Roses                     | Sweet Child o' Mine                  |
| 13         | Simple Minds                      | Belfast Child                        |
| 14         | Toto                              | Africa                               |
| 15         | Fleetwood Mac                     | Sara                                 |
| 16         | Simple Minds                      | Don't You (Forget About Me)          |
| 17         | Falco                             | Jeanny                               |
| 18         | Blue Nile                         | Tinseltown in the rain               |
| 19         | U2                                | Bad                                  |
| 20         | Frank Boeijen Groep               | Kronenburg Park                      |
| 21         | Orchestral Manoeuvres in the Dark | Maid of Orleans                      |
| 22         | ABBA                              | The Winner Takes It All              |
| 23         | U2                                | Sunday Bloody Sunday                 |
| 24         | Phil Collins                      | In the Air Tonight                   |
| 25         | The Cult                          | She Sells Sanctuary                  |
| 26         | Waterboys                         | The Whole of the Moon                |
| 27         | Dire Straits                      | Romeo and Juliet                     |
| 28         | Michael Jackson                   | Billie Jean                          |
| 29         | Spandau Ballet                    | Through the Barricades               |
| 30         | Fischer Z                         | So Long                              |
| 31         | Simple Minds                      | Waterfront                           |
| 32         | Killing Joke                      | Love Like Blood                      |
| 33         | Queen                             | Who Wants to Live Forever            |
| 34         | Split Enz                         | Message to My Girl                   |
| 35         | A-Ha                              | Take on Me                           |
| 36         | Joy Division                      | Love Will Tear Us Apart              |
| 37         | Alphavile                         | Forever Young                        |
| 38         | Genesis                           | Mama                                 |
| 39         | Golden Earring                    | When the Lady Smiles                 |
| 40         | Prince & The Revolution           | Purple Rain                          |
| 41         | Marillion                         | Kayleigh                             |
| 42         | U2                                | Where the Streets Have No Name       |
| 43         | BAP                               | Kristallnaach                        |
| 44         | Bruce Springsteen                 | Dancing in the Dark                  |
| 45         | Don Henley                        | The Boys of Summer                   |
| 46         | Golden Earring                    | Twilight Zone                        |
| 47         | Crowded House                     | Don't Dream It's Over                |
| 48         | Kate Bush, Peter Gabriel          | Don't Give Up                        |
| 49         | Talk Talk                         | Such a Shame                         |
| 50         | Duran Duran                       | The Reflex                           |
| 51         | Guns N' Roses                     | Paradise City                        |
| 52         | George Michael                    | Careless Whisper                     |
| 53         | The The                           | Uncertain Smile                      |
| 54         | Men at Work                       | Down Under                           |
| 55         | Queen                             | Radio Ga Ga                          |
| 56         | The Smiths                        | Bigmouth strikes again               |
| 57         | Kate Bush                         | Cloudbusting                         |
| 58         | Europe                            | The Final Countdown                  |
| 59         | U2                                | Pride (In the Name of Love)          |
| 60         | Michael Jackson                   | Thriller                             |
| 61         | Bon Jovi                          | Livin' on a Prayer                   |
| 62         | Yes                               | Owner of a Lonely Heart              |
| 63         | The Police                        | Every Breath You Take                |
| 64         | Queen                             | I Want to Break Free                 |
| 65         | The Smiths                        | There is a light that never goes out |
| 66         | Talking Heads                     | Slippery People                      |
| 67         | Bronski Beat                      | Smalltown Boy                        |
| 68         | Eurythmics                        | Sweet Dreams (Are Made of This)      |
| 69         | Sinead O'Connor                   | Troy                                 |
| 70         | INXS                              | Original Sin                         |
| 71         | Billy Joel                        | Leningrad                            |
| 72         | David Bowie & Queen               | Under Pressure                       |
| 73         | Bruce Springsteen                 | Born in the U.S.A.                   |
| 74         | Kate Bush                         | Running up that hill                 |
| 75         | The Police                        | Every Little Thing She Does Is Magic |
| 76         | Rolling Stones                    | Waiting on a Friend                  |
| 77         | A-Ha                              | Hunting High and Low                 |
| 78         | Frank Boeijen Groep               | Zwart wit                            |
| 79         | Tears for Fears                   | Everybody Wants to Rule the World    |
| 80         | The Cure                          | Lovesong                             |
| 81         | Foreigner                         | I Want to Know What Love Is          |
| 82         | The Human League                  | Don’t you want me                    |
| 83         | Duran Duran                       | Save a Prayer                        |
| 84         | Bruce Springsteen                 | Glory Days                           |
| 85         | Het Goede Doel                    | Alles geprobeerd                     |
| 86         | INXS                              | Never Tear Us Apart                  |
| 87         | Simple Minds                      | Alive and Kicking                    |
| 88         | Iron Maiden                       | Can I Play with Madness              |
| 89         | Soft Cell                         | Tainted Love                         |
| 90         | Talking Heads                     | Once in a Lifetime                   |
| 91         | Vitesse                           | Rosalyn                              |
| 92         | A Flock of Seagulls               | Wishing (I had a photograph of you)  |
| 93         | China Crisis                      | Wishful Thinking                     |
| 94         | Frank Boeijen Groep               | De verzoening                        |
| 95         | Depeche Mode                      | Just Can't Get Enough                |
| 96         | Robert Plant                      | Big Log                              |
| 97         | Paul Simon                        | Graceland                            |
| 98         | Het Goede Doel                    | België                               |
| 99         | Rolling Stones                    | Start Me Up                          |
| 100        | U2                                | I Will Follow                        |